# Marowijne (rivier)
De Marowijne (Karaïben: Marowini; Frans: Maroni; Sranantongo: Marwina-liba; Wayana: Lawa) is een rivier in het oosten van Suriname, op de grens met Frans-Guyana. De rivier loopt onder andere langs de dorpen Saint-Laurent-du-Maroni in Frans-Guyana, en Albina en Galibi in het Surinaamse district Marowijne. De Marowijne is 609 kilometer lang volgens de Surinaamse definitie en 612 kilometer lang volgens de Franse definitie, en mondt uit in de Atlantische Oceaan.

## Beschrijving
De rivier neemt diverse rivieren uit het Toemoek-Hoemakgebergte op en loopt vanaf de samenvloeiing met de Tampok verder onder de naam Lawa. Pas op het moment dat de Surinaamse rivier de Tapanahony, met behulp van de Manbarival, samenvloeit met de hoofdstroom wordt de rivier de Marowijne genoemd. In de Karaïben- of Kalinjataal zou het "marowini" (tegenwoordig "marauni") herleid kunnen worden naar het begrip "morowinyo" (als verwijzing naar een plaats). Men moet zich ook realiseren dat de inheemse volken voor de verschillende plaatsen langs de rivieren allemaal eigen namen hebben.
Op de Marowijne zijn talrijke stroomversnellingen en watervallen. De Marowijne heeft een brede rivierbedding met daarin verschillende riviereilanden. Stroomafwaarts van de stroomversnelling van Hermina kent de rivier een getijdenwerking. Vanaf Saint-Laurent-du-Maroni en Albina begint het estuarium van de Marowijne met talrijke kreken met brak water en kustmoerassen.
Aan de monding van de rivier zijn twee natuurreservaten ingesteld ter bescherming van vogels en zeeschildpadden die er broeden, zoals de lederschildpad.

## Grens
De Marowijne is de grensrivier tussen Suriname en Frans-Guyana en is de levensader van dorpsgemeenschappen aan zowel de Surinaamse als de Frans-Guyaanse oever. De rivier ontspringt onder de naam Litani bij de Braziliaanse grens en vormt daar de binnenzijde (vanuit Surinaams oogpunt) van de betwiste zone tussen Suriname en Frans-Guyana. Vanaf de plek waar de rivier de Marouini de Litani in stroomt, wordt de grenslijn wel geaccepteerd door beide landen. De Litani wordt ook als buitengrens gezien van het betwiste gebied vanuit Frans oogpunt. 
Over de rivier wordt veel gesmokkeld. Vooral benzine en dieselolie worden vanuit Albina naar Frans-Guyana gesmokkeld, omdat de prijs in Suriname veel lager ligt dan de prijs in Frans-Guyana, waar de Franse norm wordt gehanteerd.

## Overstroming
In mei 2006 traden rivieren in het gebied van de Marowijne en Boven-Suriname buiten hun oevers door hevige regenval. Dit leidde tot zware overstromingen. Op 11 mei waren 175 dorpen getroffen en hebben ongeveer 25.000 mensen hun huis moeten verlaten om te vluchten voor het water. Het betrof veelal marrons. Velen van hen zochten hun toevlucht bij familieleden in hoger gelegen dorpen. President Venetiaan riep de getroffen gebieden uit tot rampgebied.

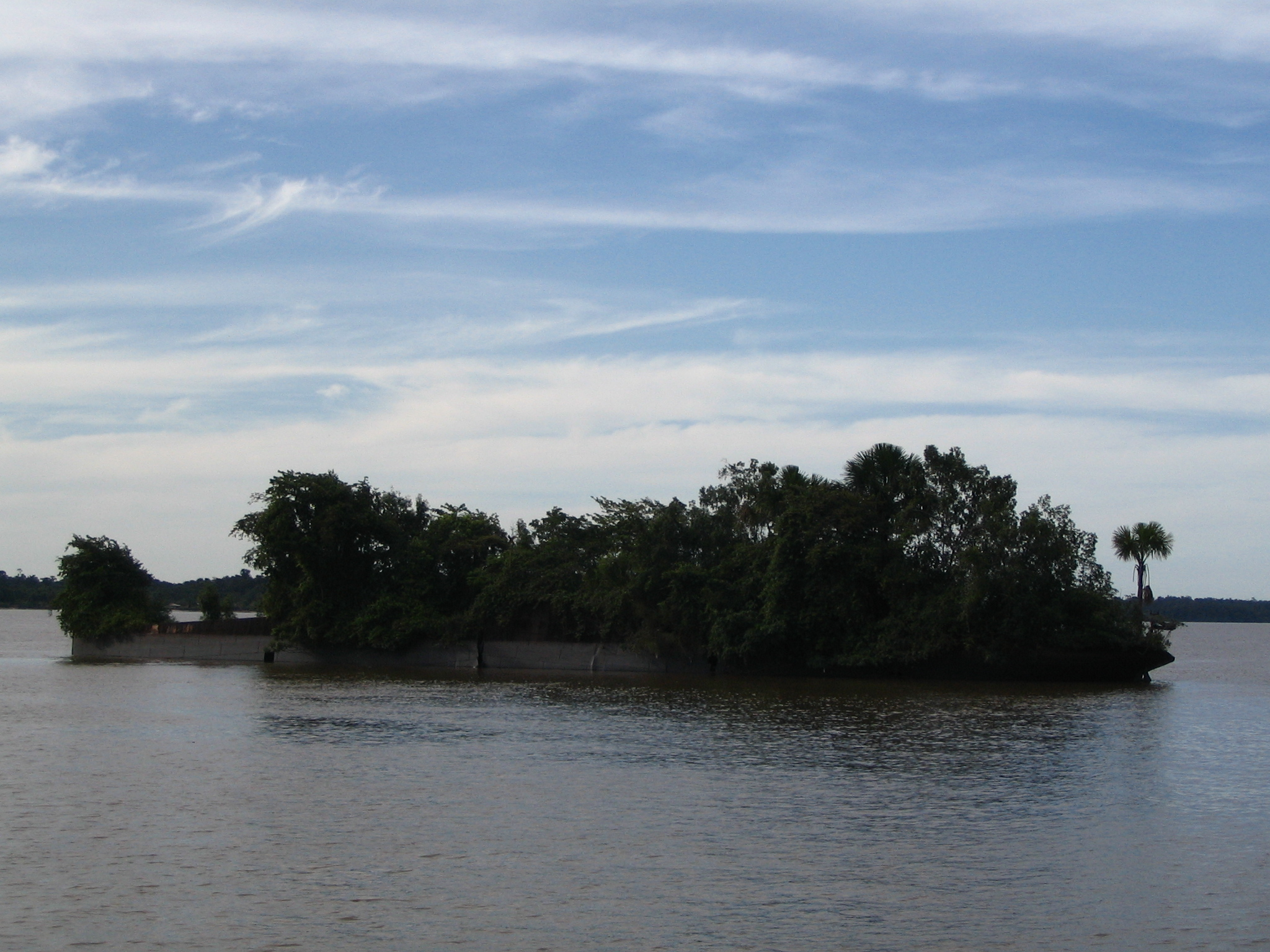
Het in 1924 in de rivier gezonken Britse vrachtschip Edith Cavell dat sindsdien geheel is overgroeid
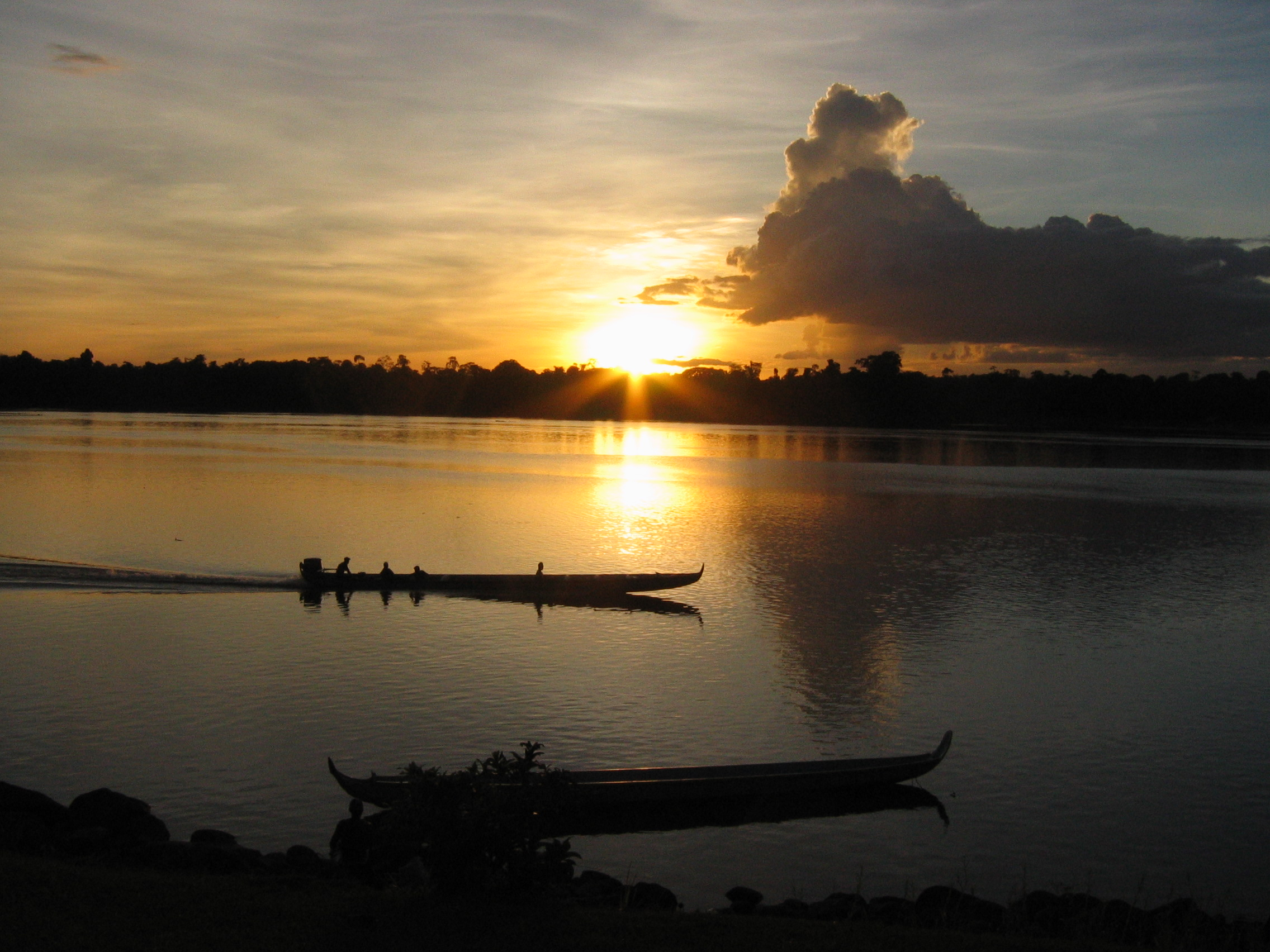
Boten op de rivier bij zonsopkonst
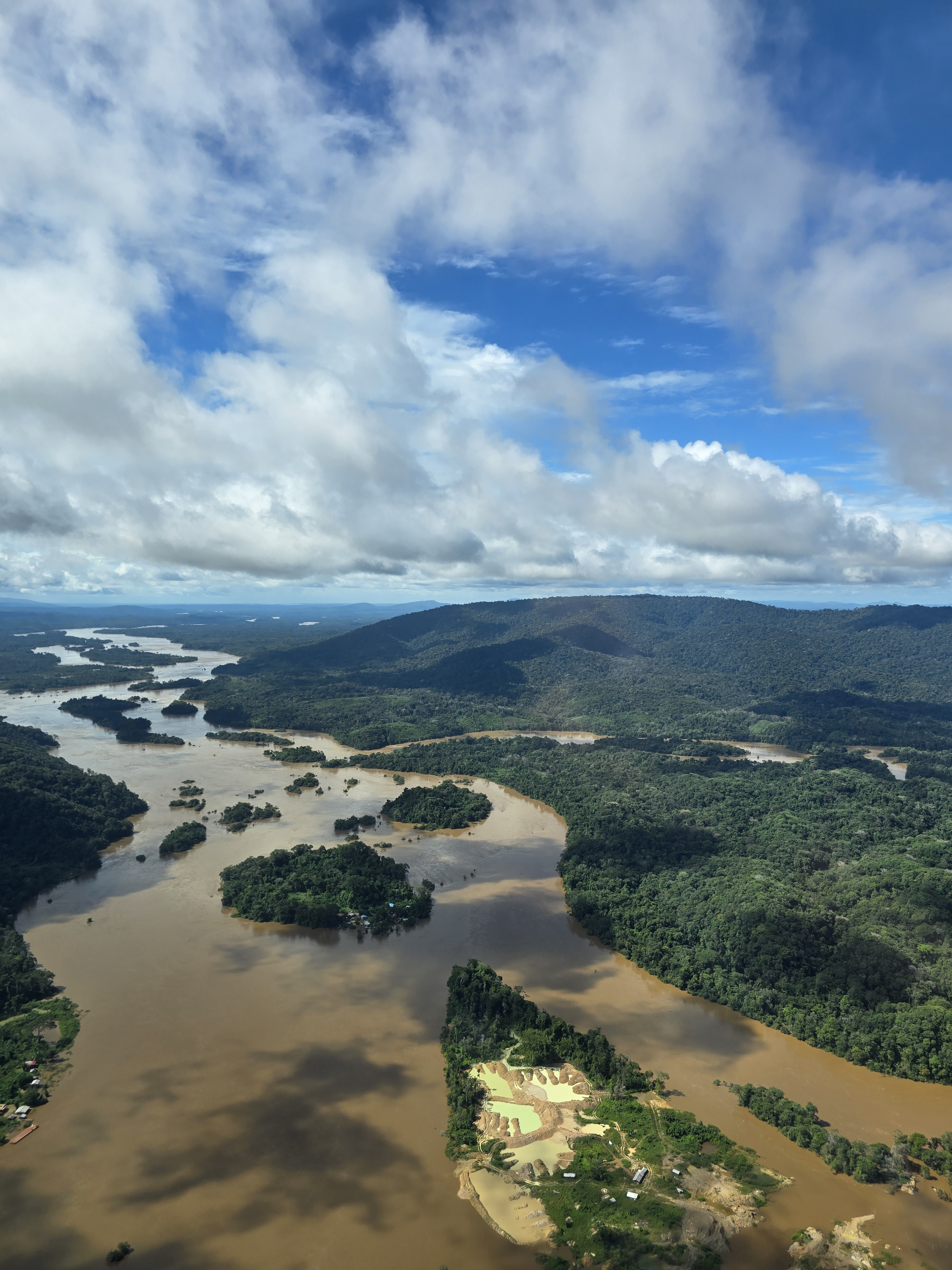
Goudwinning op een eiland